# Cratere Hohmann
Hohmann è un cratere lunare di 16,81 km situato nella parte sud-orientale della faccia nascosta della Luna.
Il cratere è dedicato all'ingegnere tedesco Walter Hohmann.

## Crateri correlati
Alcuni crateri minori situati in prossimità di Hohmann sono convenzionalmente identificati, sulle mappe lunari, attraverso una lettera associata al nome.
| Hohmann | Coordinate            | Diametro (in km) |
| ------- | --------------------- | ---------------- |
| Q       | 21°46′48″S 98°16′48″W | 14,06            |

Il cratere Hohmann T è stato ridenominato dall'Unione Astronomica Internazionale Il'in nel 1985.